# Thieles Garten

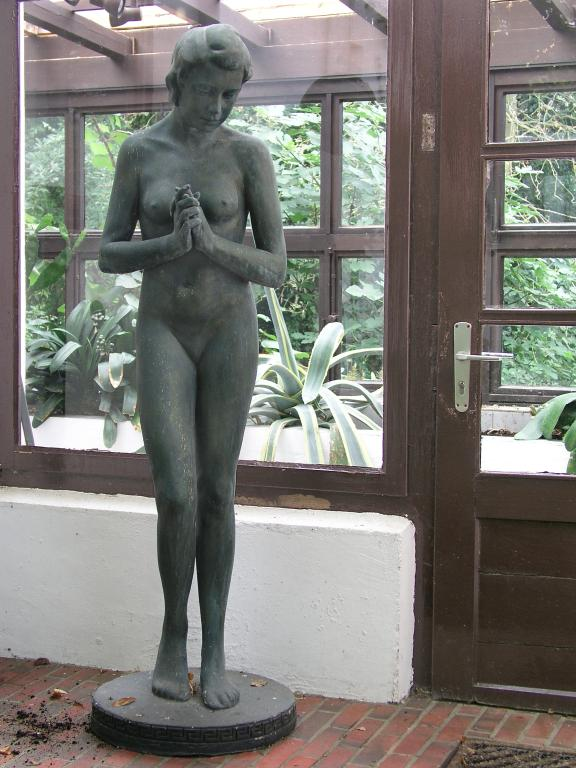
Kunst in Thieles Garten: Weiblicher Akt, Foto: 2006

Thieles Garten ist eine kleine, 20.000 m² große Parkanlage im Bremerhavener Stadtteil Leherheide. Zu dem Ensemble gehören exotische und heimische Bäume, mehrere Teiche, zahlreiche Skulpturen, eine Moorkate und ein Haus im maurischen Stil. Ursprünglich war die Anlage ein privater Skulpturengarten der Künstlerfamilie Thiele.
Thieles Garten wurde 2010 unter Bremer Denkmalschutz gestellt.

## Geschichte

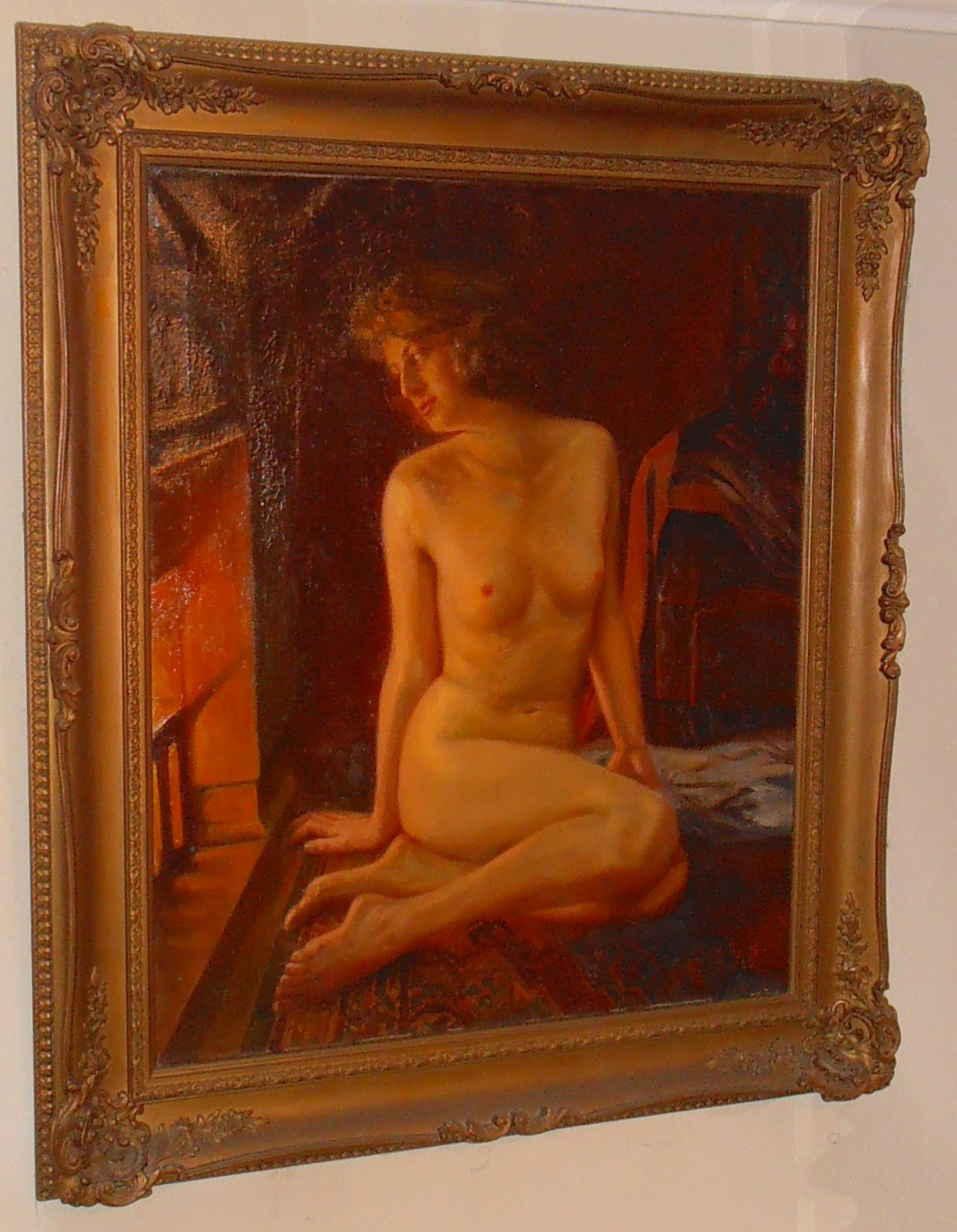
Ölgemälde: vermtl. Kathinka Wätje, gemalt von Georg Thiele, 1925

- 1923 – Die Brüder Gustav und Georg Thiele erwarben das Grundstück. Zu der Zeit war Leherheide ein wenig besiedeltes Moor- und Heidegebiet. Gustav (1877–1968), gelernter Geiger, hatte sich autodidaktisch zum Bildhauer ausgebildet. Sein Bruder Georg (1886–1968), beruflich als  Fotograf tätig, war in seiner Freizeit ein leidenschaftlicher Maler.
- 1929 – Georg Thiele heiratete die Malerin Grete Itzen (1905–1990), die für viele der Skulpturen im Park Modell stand.
- ab 1925 – Die Brüder begannen damit, aus dem damals 6000 m² großen Grundstück eine Phantasielandschaft zu gestalten. Zahlreiche Skulpturen und Brunnen wurden mit Hilfe von Beton und Baudraht hergestellt. Das Wohnhaus errichteten Thieles im maurischen Stil, als Atelier und Gästehaus bauten sie daneben eine Moorkate. Durch Pflanzungen, die sich über 40 Jahre erstreckten, verfügt der Park heute über eine Vielfalt exotischer und heimischer Pflanzen. Die Anlage wurde ursprünglich rein privat genutzt. Erst später wurde der Park – inzwischen auf 19.000 m² erweitert – der Öffentlichkeit zugänglich gemacht.
- 1971 – Nach dem Tod der beiden Brüder schloss Grete Thiele den Park für die Öffentlichkeit. Die Anlage verwahrloste zunehmend, vieles wurde zerstört oder gestohlen.
- 1985 – Die Stadt Bremerhaven kaufte das Anwesen und renovierte die Anlagen und Skulpturen.
- 1987 – Der  Förderverein Thieles Garten e. V. wurde gegründet.
- 1990 – Der Garten wurde wiedereröffnet. Er wurde ab jetzt auch ein kultureller Veranstaltungsort für Konzerte, Lesungen und Ausstellungen.

## Galerie der Skulpturen

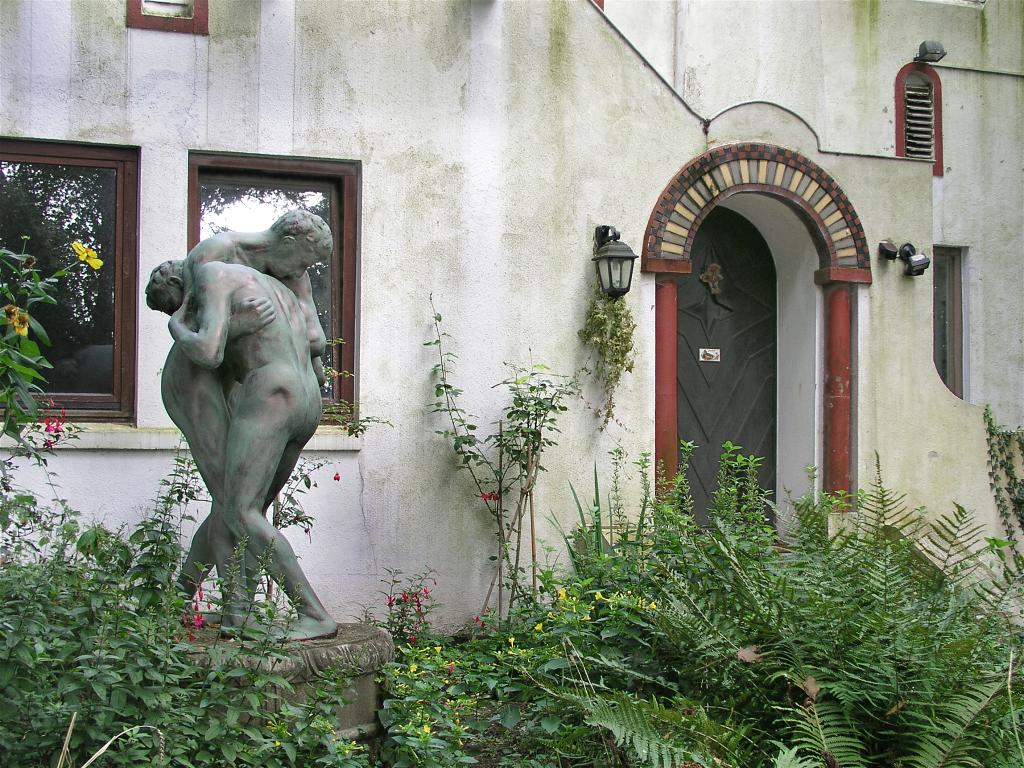
Ringer vor dem maurischen Haus Foto: 2006
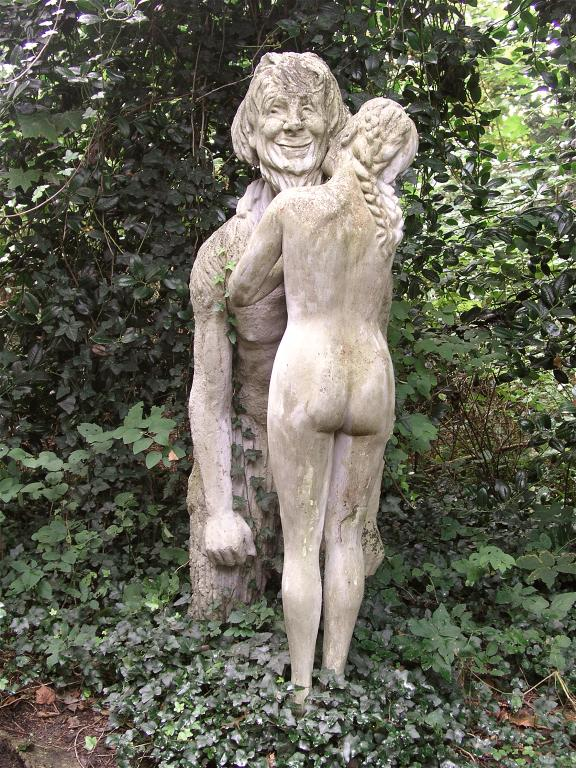
Der Schrat Foto: 2006
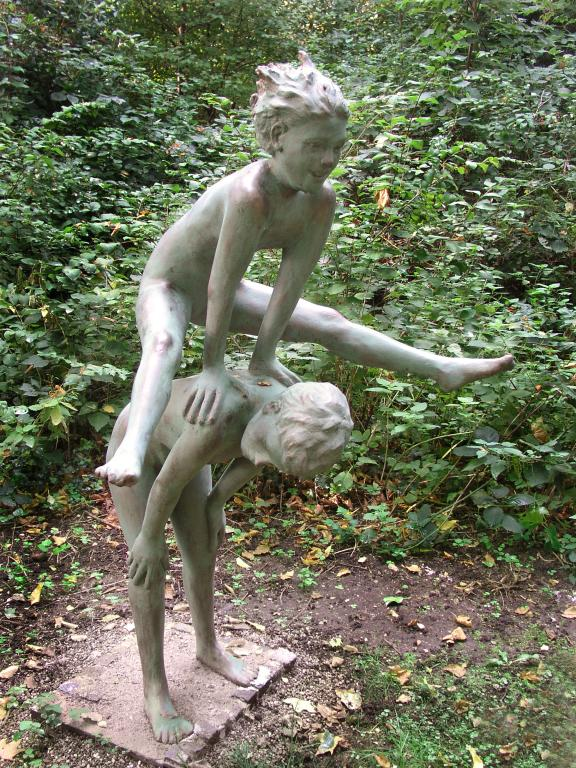
Bockspringer Foto: 2006
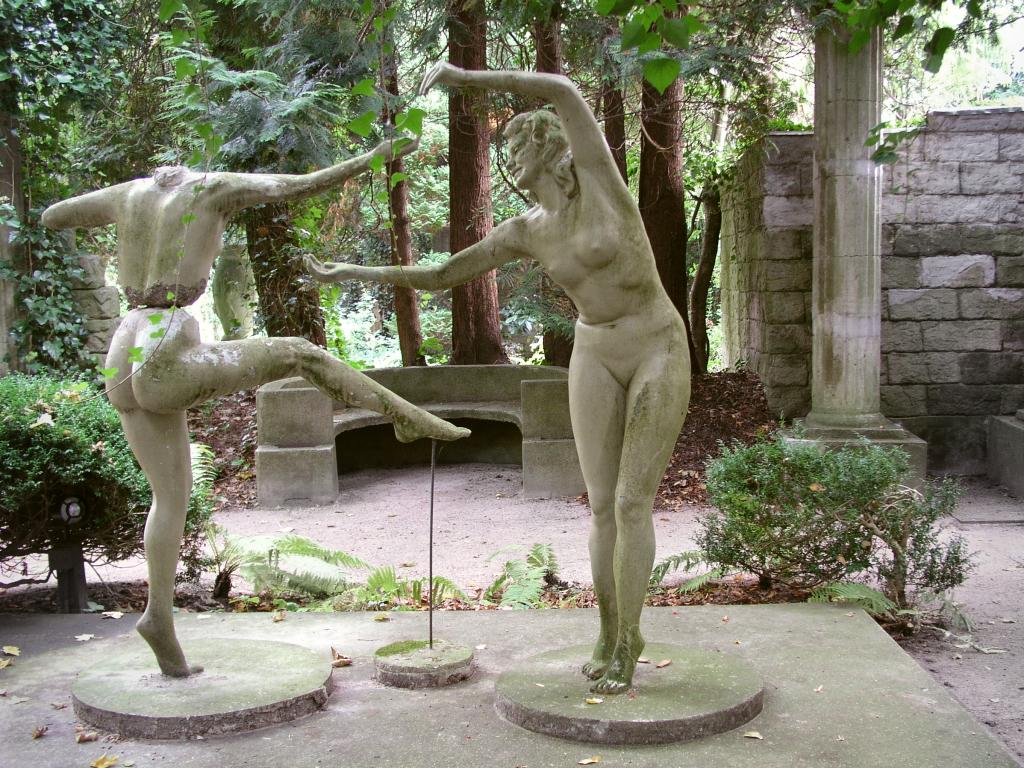
Tänzerinnen – noch nicht fertig restauriert Foto: 2006
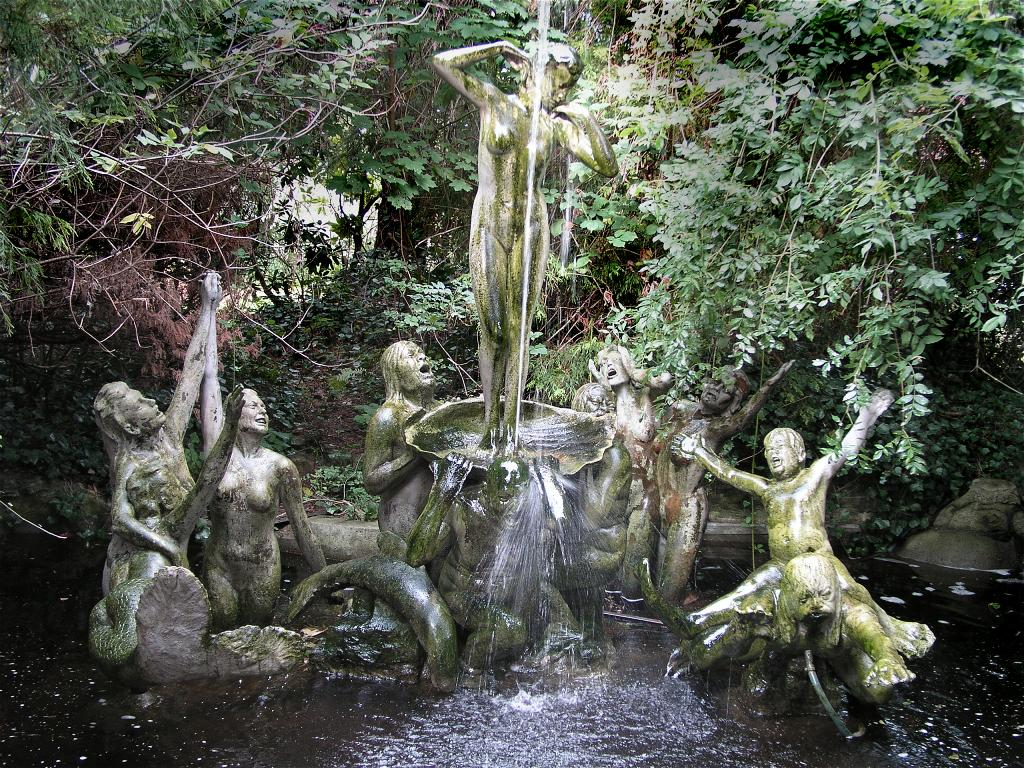
Geburt der Venus Foto: 2006
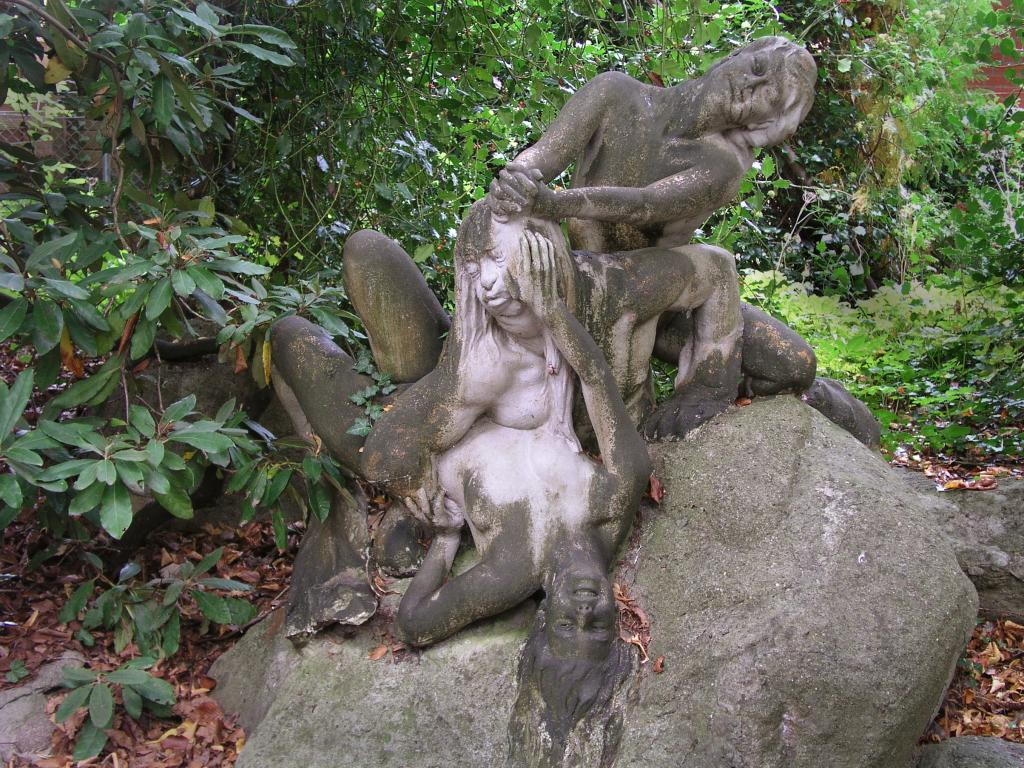
Neckfigur Foto: 2006
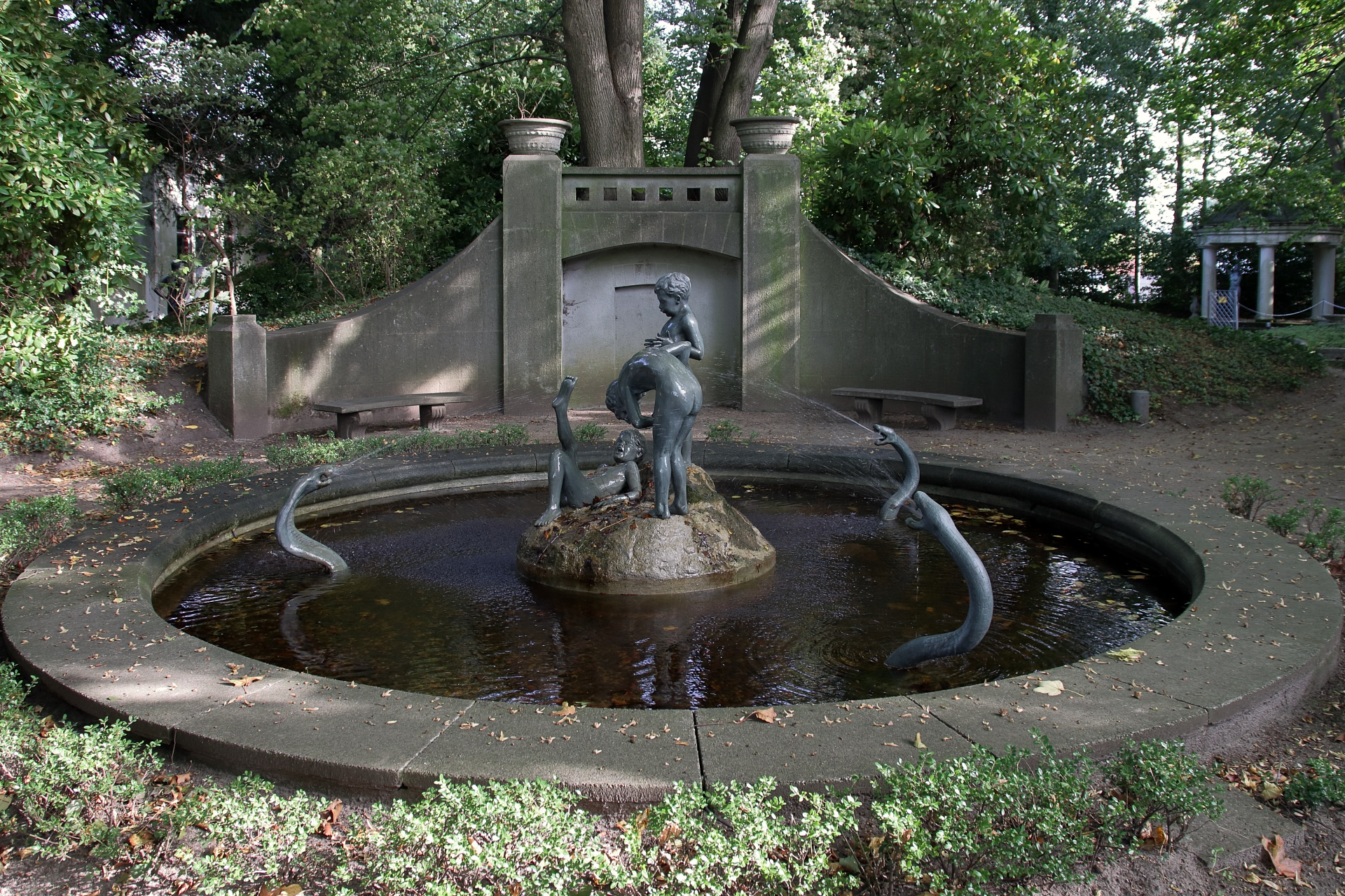
Brunnen: 3 Knaben (2023)
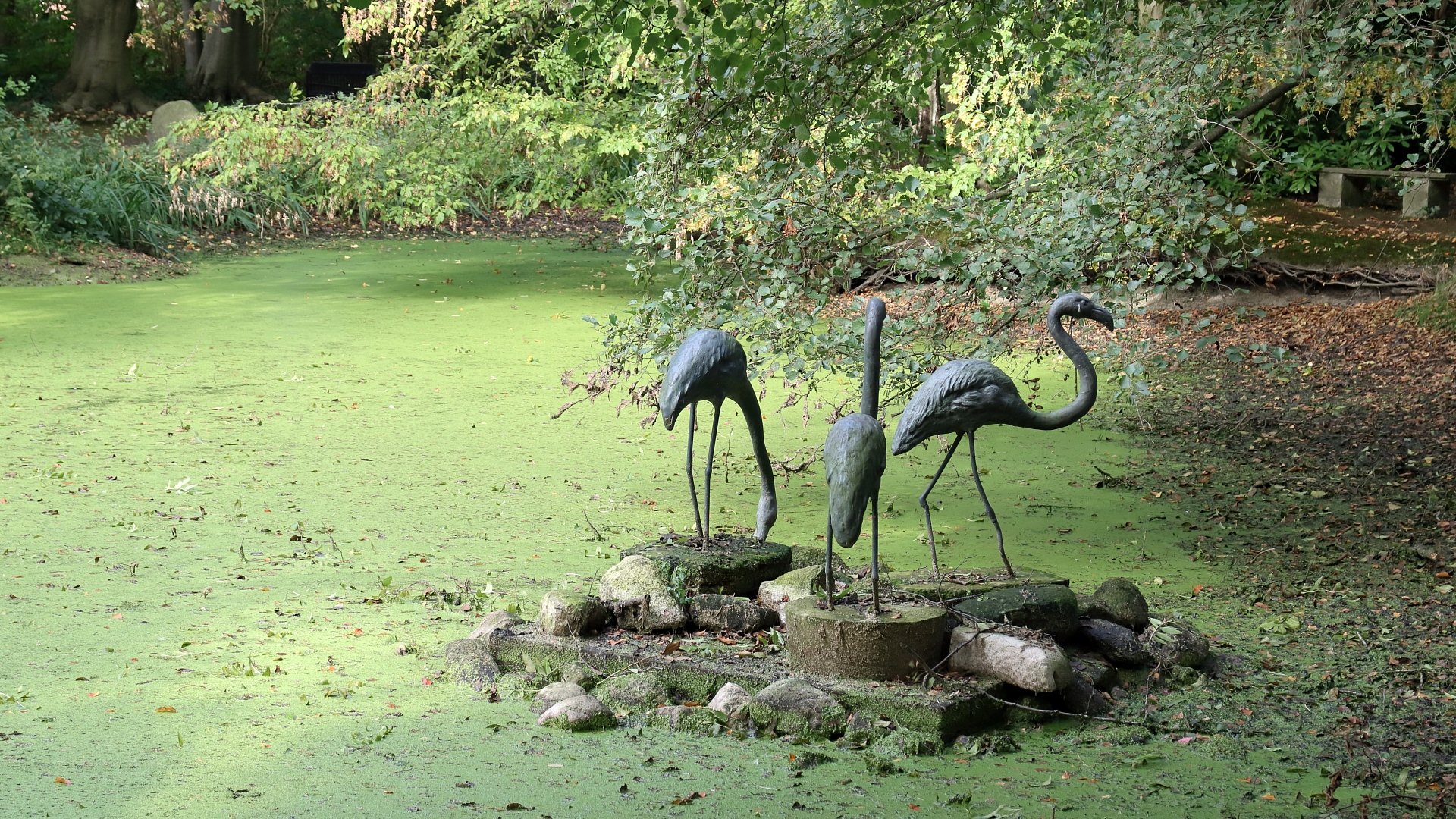
Flamingos (2023)
Wilma Deicke und Grete Thiele beim Tanzunterricht